# 繞著地球跑 (八大電視)
《繞著地球跑》，是八大電視的一個行腳節目，於2019年7月17日至2019年10月16日在八大綜合台首播，主持人為劉傑中。

## 播出時間

### 首播
| 頻道       | 所在地 | 播映日期                      | 播出時間             | 長度   |
| ---------- | ------ | ----------------------------- | -------------------- | ------ |
| 八大綜合台 | 臺灣   | 2019年7月17日－2019年10月16日 | 每週三 22：00-23：00 | 60分鐘 |

### 重播
| 頻道       | 所在地 | 播映日期                      | 播出時間 | 長度              |
| ---------- | ------ | ----------------------------- | -------- | ----------------- |
| 八大綜合台 | 臺灣   | 2019年7月18日－2019年10月17日 | 60分鐘   | 每週四02:00-03:00 |
| 八大綜合台 | 臺灣   | 2019年7月18日－2019年10月17日 | 60分鐘   | 每週四05:00-06:00 |

## 播出內容

### 第一季
| 01 | 2019年7月17日  | 俄羅斯遠東極地之旅 探訪堪察加 冰火王國                   | 俄羅斯．堪察加                       |
| 02 | 2019年7月24日  | 勇闖中亞絲路！前進烏茲別克 文明古國                      | 烏茲別克．塔什干                     |
| 03 | 2019年7月31日  | 璀璨帝俄之旅 前進俄羅斯 感受金色莫斯科                   | 俄羅斯．莫斯科                       |
| 04 | 2019年8月7日   | 勇闖中亞絲路之旅 前進烏茲別克 一千零一夜千年古城         | 烏茲別克．希瓦古城                   |
| 05 | 2019年8月14日  | 西伯利亞 伊爾庫次克童話小城 世界之最貝加爾湖             | 俄羅斯．伊爾庫次克．貝加爾湖         |
| 06 | 2019年8月28日  | 勇闖中亞絲路之旅 前進吉爾吉斯 探索天山秘境               | 吉爾吉斯．伊塞克湖                   |
| 07 | 2019年9月4日   | 前進俄羅斯 海參崴 東方舊金山                             | 俄羅斯．海參崴                       |
| 08 | 2019年9月11日  | 中亞絲路之旅 世界之最草原王國 哈薩克                     | 哈薩克．阿拉木圖                     |
| 09 | 2019年9月18日  | 璀璨帝俄之旅 前進俄羅斯 奇蹟城市聖彼得堡                 | 俄羅斯．聖彼得堡                     |
| 10 | 2019年9月25日  | 前進中亞絲路 勇闖烏茲別克 雙城千年傳說王國秘境           | 烏茲別克．撒馬爾罕．布哈拉           |
| 11 | 2019年10月2日  | 西伯利亞大鐵路橫跨俄羅斯 暢遊三大城市                    | 俄羅斯．喀山．葉卡捷琳堡．新西伯利亞 |
| 12 | 2019年10月9日  | 加拿大極光之旅 前進北極圈 在極地釣魚、雪摩、狗拉雪橇體驗 | 加拿大．黃刀鎮                       |
| 13 | 2019年10月16日 | 加拿大冬戀楓國之旅 擁抱銀色班夫 陸海空暢遊溫哥華         | 加拿大．班夫．溫哥華                 |

## 外部連結
- 官方網站